# Swan Lee
 For alternative betydninger, se Swan Lee (flertydig). (Se også artikler, som begynder med Swan Lee)
Swan Lee er et dansk indie rock-band som består af sangerinde Pernille Rosendahl, guitarist Jonas Struck og trommeslager Emil Jørgensen. Swan Lee har udgivet tre album på deres eget pladeselskab GoGo Records: Enter (2001), Swan Lee (2004) og The Garden (2023). De har vundet Danmarks Radios P3-prisen, og er især kendt for singlerne "Tomorrow Never Dies", "Love Will Keep You Warm" og "I Don’t Mind'.

## Historie

### 1980'erne - 2001: Dannelse og de første år
Pernille Rosendahl, Jonas Struck og Emil Jørgensen mødte hinanden i Nykøbing Falster i 1980’erne. Jonas Struck og Emil Jørgensen gik på Nykøbing Falster Musikskole og spillede senere sammen i bandet Cactus Circle. Emil Jørgensen og Pernille Rosendahl spillede i 1985 sammen i reggae-bandet Rockae. I 2023 beskrev bandet til DR at de lyttede til musik sammen i teenageårene, herunder jazz og psykedelisk rock såsom Pink Floyd, Charles Mingus, Savage Rose og John Coltrane’s Africa/Brass album.
I 1996 dannede sangerinde Pernille Rosendahl, guitarist Jonas Struck, trommeslager Emil Jørgensen, et band. Under Pernille Rosendahls navn udsendte gruppen EP'en "Dream Away" i 1997 på Cannibal Records. Bandet tog i 1999 navnet Swan Lee, opkaldt efter et Syd Barrett nummer. Fra 1998 til 2001, opsøgte trioen pladeselskaber for at indgå en kontrakt om en albumudgivelse, men det resulterede i afslag, da de kun kunne se potentiale i Pernille Rosendahl som solo artist. I 2001 lånte bandet 350.000 kr for at starte deres eget pladeselskab GoGo Records og udgav deres debutalbum Enter. Filminstruktør Christina Rosendahl, og søster til Pernille Rosendahl, skildrede bandets kamp for at realisere deres drøm om en pladekontrakt i dokumentarfilmen "Stjernekigger" fra 2002. Bandet blev med deres egen-udgivelser et levende eksempel på iværksætteri og gav foredrag under titlen "Do It Yourself" på danske uddannelsesinstitutioner. I bandet og pladeselskabet stod Emil Jørgensen for kontakten med revisorer og advokater, Jonas Struck var kapelmester og Pernille Rosendahl stod for det grafiske udtryk m.m..

### 2001:Enter
I februar 2001 udkom deres debut album Enter. Albummet solgte 40.000 eksemplarer og toppede som nr. 27 på den danske album hitliste. Gaffas musikanmelder Jan Opstrup Poulsen skrev "Enter byder på en sofistikeret og eksperimenterende rockmusik, der trækker på de store kendte filmtemaer og en bagstræberisk tilgang til det musikalske udtryk." Pernille Rosendahls vokal blev beskrevet af musikanmelder Thomas B. Knudsen som ‘en unik stemme, der kan variere fra det voldsomt storladne til det spinkle og skrøbelige.’ Albummet handlede om at blive voksen, og Pernille Rosendahl og Jonas Struck var hovedkomponister bag de ti sange. Singlerne "Stay Tonight" og "Tomorrow Never Dies" blev filmatiseret som musikvideoer af Christina Rosendahl. Singlen "Tomorrow Never Dies", der var skrevet i samarbejde med Tim Christensen, var tæt på at blive valgt som titelmelodi til James Bond-filmen af samme navn. Sangen blev brugt i IO Interactives computerspillet Hitman: Blood Money i 2006.
I 2002 modtog bandet Danmarks Radios P3 Prisen og blev nomineret til seks priser med Danish Music Awards; ‘Årets Danske Gruppe’, ‘Årets Danske Album’, ‘Årets Danske Sangerinde’, ‘Årets Rock Udgivelse,’ og ‘Årets Nye Danske Navn’. Singlen "Tomorrow Never Dies" blev nomineret til 'Årets Danske Hit'.
Bandet debuterede under navnet Swan Lee, som support til Coldplay ved en koncert i Store Vega. I 2001 turnerede bandet i Danmark hvor de blandt andet spillede på Spillestedet Rust i København, Gimle i Roskilde, Musikcafeen i Århus, Stars i Vordingborg, Studenterhuset i Odense, Roskilde Festival, Skanderborg Festival og Midtfyns Festival. De afsluttede deres turné med en sid-ned koncert "Kiss Kiss Bang Bang’" på Store Vega som inkluderede gæstesolister, blæsere, cabaret-dansere og filmvisning. I 2002 var de opvarmningsband for den britiske gruppe Suede på deres Europaturne hvor de optrådte i blandt andet Bruxelles, Amsterdam, Hamburg, Berlin, Oslo og Stockholm.

### 2004:Swan Lee
Gruppen udsendte i 2004 albummet Swan Lee på GoGo Records, som solgte over 20.000 eksemplarer på halvanden dag og blev en kommercielt succes. Albummet nåede førstepladsen på albumhitlisten, og singlen "I Don"t Mind" toppede som nr. 3. Gaffa skrev "Swan Lee er det mest ventede album herhjemme i umindelige tider." Albummet opnåede dobbelt platin og solgte over 80.000 eksemplarer. Singlerne "I Don’t Mind", "Love Will Keep You Warm" og "What is Love" blev nr. 1 på den danske hitliste. Albummet blev produceret i samarbejde med Per Sunding fra Tambourine Studios som introducerede en mere pop-inspireret lyd. I et interview i 2023 beskriver Pernille Rosendahl tilblivelsen af singlen "I Don’t Mind," og hvordan samarbejdet med Per Sunding udfordrede bandets lyd og hendes vokal. Singlen er inkluderet på Playstation 2’s Singstar Legends. Singlerne "I Don’t Mind" og "Love Will Keep You Warm" blev filmatiseret som musikvideoer af Christina Rosendahl.
I 2004 turnerede bandet i Danmark og spillede over 50 koncerter, bl.a. tre udsogte shows i Store Vega. Samme år optrådte bandet på Arena på Roskilde Festivalen, hvor Pernille Rosendahl sang duet med Claus Hempler og den amerikanske soulsanger Howard Tate. Bandet var med til at åbne den internationale musikfestival MIDEM i Cannes, hvor de promoverede dansk rock- og popmusik med blandt andre Kashmir og Tim Christensen. Samme år optrådte bandet sammen med Det Kongelige Kapel og Den Kongelige Ballet med singlen "Lord Knows, I Can Be Strong."  I 2005, spillede de også i Tokyo og i Nagoya i Japan i forbindelse med Expo 2005-udstillingen.
I 2004 modtog Pernille Rosendahl prisen som "Året Sangerinde" ved Zulu Awards. I 2005 modtog hun prisen som "Årets Danske Sangerinde" ved Danish Music Awards.
Swan Lee valgte i september 2005 at gå i opløsning, få dage før de skulle have spillet med Nick Cave til kronprinsparrets kulturpris.
I 2007 udgav bandet et opsamlingsalbum The Complete Collection 1997-2005"som også inkluderede coverversioner af Grethe og Jørgen Ingmann’s "Dansevise" og New Order’s "Blue Monday".

### 2023-nu:The Garden
I 2017 hjalp Jonas Struck med tilblivelsen af Pernille Rosendahl’s andet soloalbum The Hurt, og bevidste at deres kreative åre var intakt og gav dem inspiration til senere at gendanne Swan Lee. De mødtes med trommeslageren Emil Jørgensen til  en frokost på Lumskebugten hvor de besluttede at skabe ny musik sammen igen og gendanne bandet.
Efter 17 års pause udkom deres tredje album The Garden på GoGo Records i januar 2023. Albummet blev produceret i samarbejde med Søren Buhl Lassen fra Blaue Blume og optaget i hans studie i Valby. Bandet arbejdede også sammen med musikeren Teitur Lassen, og besøgte ham på Færøerne flere gange for blandt andet at skrive sangene "The River," "Nature’s Highway", "Got Away With Murder"og The Garden. Størstedelen af albummet blev til under corona-epidemien og med naturen som inspiration omhandler sangene skilsmisse, #metoo, kærlighed og venskab. Bandet har beskrevet albummet som en kollektiv stemme og en bekræftelse af deres tætte venskab og kreative nysgerrighed. Nummeret "I Am A River" var blandt andet inspireret af dobbelt trommesættet på Savage Rose debutalbum "Your Sign". Singlerne “Heaven” og “How Forgiveness Goes” opnåede airplay i radioen. Berlingske musikanmelder Nanna Balslev skrev "Hvor de i 00'erne lavede skarpt definerede pop-rock, er trioen genopstået som et band, der trækker på længselsfuld americana, filmiske synthflader, elektroniske understrømme og akustiske guitarer." Musikanmelder Pernille Jensen fra Politiken skrev "The Garden’ smyger sig ind på dig som en gammel flamme, der pludselig står foran dig efter alt for mange år og stadig bare er, ja, virkelig dejlig."
Deres første liveoptræden var som en del af Brodie Sessions i januar 2023. De spillede tre singler med Teitur Lassen. Bandet spillede til Kronprinsparrets Priser 2022, som blev brugt til at annoncere deres comeback og dette show var samtidig deres første første live-optræden  og tv-show siden 2005. Som en del af deres tour i foråret 2023, lancerede de en kampagne om næstekærlighed i partnerskab med Red Barnet. Her solgte de t-shirts med sloganet "Love Will Keep You Warm" fra deres 2004 single af samme navn, til fordel for udsatte børn. I juni 2023 kunne Red Barnet’s direktør Johanne Schmidt-Nielsen annoncere at salget havde oversteget mere end en halv million kroner.

## Diskografi
- Enter (2001)
- Swan Lee (2004)
- The Complete Collection 1997-2005 (2007)
- The Garden (2023)

## Filmografi
- Stjernekigger (2002)